# 極洋丸
極洋丸（きょくようまる
、Kyokuyo maru）は、日本の極洋捕鯨（現・極洋）が運航した捕鯨船（捕鯨母船）兼石油タンカー。1938年（昭和13年）に竣工し1943年（昭和18年）に座礁全損した初代と、1956年（昭和31年）に竣工し1967年（昭和42年）に廃船となった2代目がある。

## 極洋丸 (初代)

### 建造
スマトラ拓殖会社の社長として財を成した山地土佐太郎は、先祖代々「津呂組」という土佐国の鯨組の株主だったこともあり、油脂資源開発の観点から母船式の大規模な捕鯨を悲願としていた。1936年（昭和11年）初め、山地は南氷洋捕鯨に乗り出す事を決意し、高知県室戸の土佐捕鯨で捕鯨船の船長をしていた林田惣太郎を重役に迎え入れた。9月には、遠洋捕鯨の必要性を山地自ら島田俊雄農林大臣に力説した。さらに、捕鯨母船や捕鯨船の資金の目途が立ったため、スマトラ拓殖は捕鯨部を設置し、10月25日に遠洋捕鯨の許可を農林大臣に申請した。既に国際的な制限が始まっていたため農林省（現・農林水産省）は承諾を渋ったが、山地は同じ高知県出身の永野修身海軍大将を説得し、燃料輸送や戦時の軍事輸送に利用できることから、海軍の山本五十六海軍次官や太田垣富三郎中将の支援を得た。1937年（昭和12年）2月6日、「近い将来別途に捕鯨会社を設立して、それに許可を移譲する事」を条件に、許可が交付された。建造のための支出も山本海軍次官に働きかけ、海軍の保証で日本興業銀行の融資を取り付けた。5月28日、スマトラ拓殖捕鯨部は川崎造船所と捕鯨母船建造の仮契約を締結した。
9月3日、スマトラ拓殖捕鯨部を継承した、母船式捕鯨事業・各種漁業・水産加工業を業務とする極洋捕鯨の設立総会が日本工業倶楽部で開かれ、山地が代表取締役に就いた。重陽にあたる9月9日に極洋捕鯨の設立登記が行われ、この日が極洋捕鯨の創立記念日となった。同月、山地は林兼商店（後の大洋漁業、現・マルハニチロ）の第二日新丸が神戸港で公開されたときに甲板を歩き回り、ボートにカール・ツァイス製のレンズを取り付けたアイモ2台を積み込んで第二日新丸を周囲から何度も撮影させた。数日後、山地は第二日新丸を建造した川崎造船所に現れ、同型船を発注。9月20日には、船体680万円、製油設備130万円の計810万円で正式に契約した。設計は第二日新丸をベースに舵を平衡舵とし、推進器直径を20cm大きくしている。

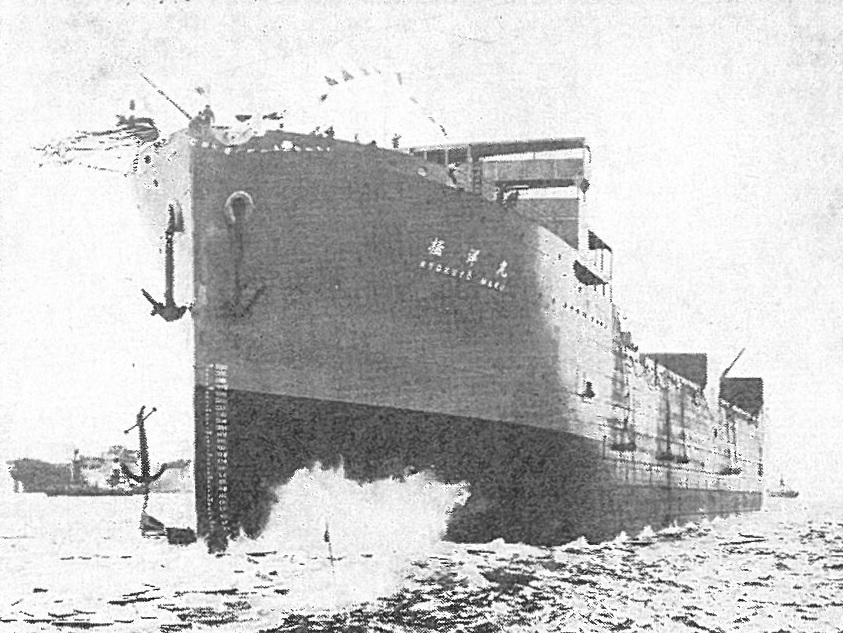
進水する極洋丸（1938年6月28日）

極洋丸の建造に合わせて、浅野造船所（後に日本鋼管鶴見造船所）に第一京丸など5隻、播磨造船所（現・ジャパン マリンユナイテッド磯子工場）に4隻のキャッチャーボートが発注され、極洋丸の竣工と前後して順次竣工した。創業したばかりの極洋捕鯨には捕鯨業の実績が無いため、林田の助言で沿岸捕鯨会社で訓練をすることになった。極洋捕鯨は、既に母船式捕鯨を行っていた林兼商店や日本水産（現・ニッスイ）の傘下に無い鮎川捕鯨を買収して、同社の唯一の捕鯨船鮎川丸を訓練に供した。捕鯨砲の砲手は9名が必要で、鮎川捕鯨の1名と新規採用の2名だけでは不足するため、土佐捕鯨の人脈からノルウェー人の砲手を雇用した。
400tの鯨油製造設備を有する新造捕鯨母船は、1938年（昭和13年）1月7日に起工、1938年（昭和13年）6月28日に社名と同じ極洋丸と命名されて午前6時25分に進水した。工場設備の設計変更で建造費は850万円まで高騰したが、極洋丸は10月5日に竣工して、極洋捕鯨に引き渡された。船長には、大阪商船（現・商船三井）の志どにい丸の船長だった野村周平が就いた。

### 南氷洋捕鯨

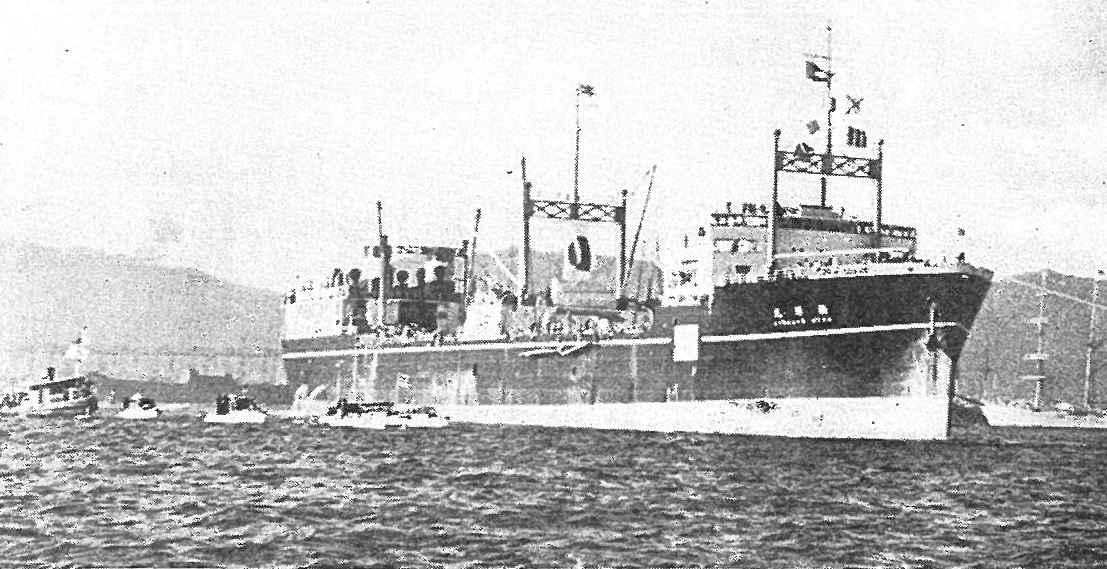
南氷洋に向けて出港する極洋丸

#### 第1回南氷洋捕鯨・北洋捕鯨
竣工から6日後の10月11日、極洋丸の船団は林田船団長の元、第1回南氷洋捕鯨に向けて神戸港を出航した。出航後、船団は山地の郷里である高知県室戸岬町（現・室戸市）に寄港し捕鯨砲の空砲を一斉に放ったほか、高知港に寄港して船内を市民に開放した。
11月16日午前3時、船団は南緯59度50分 東経104度40分 / 南緯59.833度 東経104.667度で操業を開始した。極洋丸の船団は初出漁だったが、1939年（昭和14年）3月18日に南緯58度05分 東経110度23分 / 南緯58.083度 東経110.383度で操業終了するまでの123日間でシロナガスクジラやナガスクジラ、ザトウクジラなどのヒゲクジラBWU（シロナガスクジラ換算）781.5頭とマッコウクジラ67頭を捕獲し、ヒゲクジラ鯨油1万2,208tとマッコウクジラ鯨油561.6t、鯨肉570tを製造した。極洋丸は帰途、オランダ領東インドのタラカンで海軍向けの重油を積み込み佐世保港に輸送、4月20日に神戸港に帰国した。6月25日には、東京港芝浦ふ頭で北白川宮永久王臨席のレセプションが開催された。その後、石油タンカーとして運航され、アメリカからの海軍用重油を輸入するため、北米航路を2往復した。

#### 第2回南氷洋捕鯨
1939年10月29日、極洋丸とノルウェーから購入した冷凍運搬船興亜丸、8月1日に座礁全損した第五京丸を除く8隻の捕鯨船からなる船団は、第2回南氷洋捕鯨に神戸港を出航した。捕鯨砲の砲手は2名のみノルウェー人だった。極洋丸の船団はヒゲクジラBWU787.5頭とマッコウクジラ78頭を捕獲し、ヒゲクジラ鯨油1万2,769tとマッコウクジラ鯨油732t、冷凍運搬船の参加で748tに急増した冷凍肉を含む鯨肉1,487tを製造した。極洋丸の船団は、興亜丸が先に1月19日に帰港、極洋丸を含む船団は4月5日に帰港した。

#### 第3回南氷洋捕鯨
1940年（昭和15年）10月10日、極洋丸の船団は第3回南氷洋捕鯨に神戸港を出航した。船団は極洋丸と興亜丸に加え、新造の第十二・十三京丸が加わった8隻のキャッチャーボートからなり、捕鯨砲の砲手は全員日本人となった。第二次世界大戦の勃発に伴い、欧米各国の出漁が少ない上に好漁だったことから、船団は戦前の3回で最高となるヒゲクジラBWU1,026.4頭、マッコウクジラ55頭を捕獲し、ヒゲクジラ鯨油1万6,235tとマッコウクジラ鯨油459t、ヒゲクジラ鯨肉2,112t、マッコウクジラ鯨肉353.1tを製造した。
極洋丸の船団は、1941年（昭和16年）3月29日に帰航した。帰航後、新鋭船だった極洋丸は蘭印ボルネオ島、次いでアメリカを2往復し、重油の輸入に従事した。

### 追加建造計画
競合する林兼商店や日本水産が複数の捕鯨母船を有するのに対し、極洋捕鯨の捕鯨母船は極洋丸1隻のみだった。1938年11月、極洋捕鯨はさらに2船団の建造を農林大臣に申請し、1939年6月8日、極洋丸に続く捕鯨母船とキャッチャーボート9隻の建造許可が下りた。極洋捕鯨は川崎造船所と捕鯨母船建造の仮契約を締結したが、世界情勢の悪化で1941年6月に解約した。捕鯨母船建造の認可は1942年（昭和17年）8月16日に切れたため、極洋捕鯨は延長を申請し1947年（昭和22年）9月17日までの認可を得たが、捕鯨母船の追加建造はついに実現しなかった。

### 徴用
第二次世界大戦（太平洋戦争・大東亜戦争）開戦直前の11月17日、極洋丸は横須賀鎮守府所属の一般徴用の運送船として徴用され、横須賀港を拠点に高雄港と日本列島の間を往復した。12月17日に馬公に寄港し、12月27日に高雄港に到着。同日のうちに出航し、1942年（昭和17年）1月4日に横須賀港に帰港した。
その後、人員と軍需品の輸送のために横須賀港と高雄やパラオ、チューク諸島、ラバウルを往復した。1月9日に横須賀港を出航し、佐世保港、馬公を経て1月29日に高雄港に到着。2月6日に高雄を出港し、2月12日に大阪港に入港した。2月16日に大阪港を出航し、呉を経て高雄へ向かった。3月1日に高雄を出港し、4月10日に相生港に入港。4月14日に相生港を出港し、4月16日に西表島鹿川に到着。人員や軍需品を積み下ろし5月3日に出港、5月6日に横須賀に帰港した。5月9日、横須賀港を出航して再び鹿川に向かい、5月17日に横須賀港に帰港した。
8月16日に川崎港に帰航し、原油1万4,908キロは共同企業に払下げられた。8月28日、サイパン島への人員と物資輸送のために富津岬沖を乾隆丸（乾汽船、4,575t）と共に出航した。9月1日にパラオへ向かう乾隆丸と分離し、9月4日にサイパンに到着した。
10月18日には横浜港に入港し、原油1万キロを共同企業会計に払下げ、約9,000キロを陸軍燃料廠の精製に提供した。
12月12日に横浜港入港後、19日に横浜を出航し、下津港、大阪港、六連島を経て、1943年（昭和18年）1月6日に海南島翰林を出航。1月10日に日本軍政下のミリに到着した。1月11日、ミリで給油中にアメリカ海軍の潜水艦トラウトが発見し雷撃。トラウトが放った魚雷は3発中2発が命中し、極洋丸は中破した。損傷した極洋丸は1月19日にミリを出航し、1月22日に昭南港（シンガポール港）に寄港。1月24日から修復に入り、5月31日時点でも錨泊中だった。
6月9日、修理を終え昭南港を出港した極洋丸は、6月12日にサンジャックに寄港し、原油を積載した。6月21日に出航後、馬公、六連島、神戸港を経て、7月8日に四日市港に寄港した。7月10日に四日市を出航した極洋丸は、10日4時32分と翌11日0時50分に北緯33度31分 東経135度24分 / 北緯33.517度 東経135.400度の地点でアメリカ海軍の潜水艦ポンパーノから雷撃されたが、魚雷2本を回避した。その後、極洋丸は神戸港、門司港、高雄港、馬公、サンジャックを経て、8月3日に昭南港へ寄港した。その後、8月12日に第416船団（貨物船4隻、タンカー2隻）を編成して昭南港を出港し、サンジャック、馬公、六連島、下津を経て、8月16日に奄美大島にいた。8月22日、北緯16度44分 東経113度42分 / 北緯16.733度 東経113.700度でアメリカ海軍の潜水艦タンバーが雷撃し、5発の魚雷のうち3発が中央部に命中したが、いずれも不発だった。極洋丸は9月1日に下津港に入港した。

### 座礁全損
9月に入り、極洋丸は一般徴用船から特設運送船（給油船）となり、海軍籍に入った。極洋丸は9月12日に下津港を出港し、9月14日に将校29名と下士官兵301名、工員ほか9名の合計339名と航空機14機、航空機材などの軍需品18tを搭載して佐世保港を出航、五島列島沖で門司港発馬公・基隆港行の第197船団（水雷艇「真鶴」ほか10隻）に合流した。船団の輸送船は6隻が馬公行き、3隻が基隆港行きで、極洋丸は馬公を経由して昭南へ向かう予定だった。9月14日22時頃、北緯31度04分 東経129度02分 / 北緯31.067度 東経129.033度の草垣群島近海で雷撃を受ける。この攻撃による被害は無かったが、船団は退避のため9月15日11時30分頃に鹿児島港に寄港し、17日に出港した。9月19日、極洋丸を含む第197船団の艦艇の大半は台風のため指揮官の命令で名瀬港に退避したが、この台風は1934年（昭和9年）の室戸台風に匹敵する勢力に成長していた。

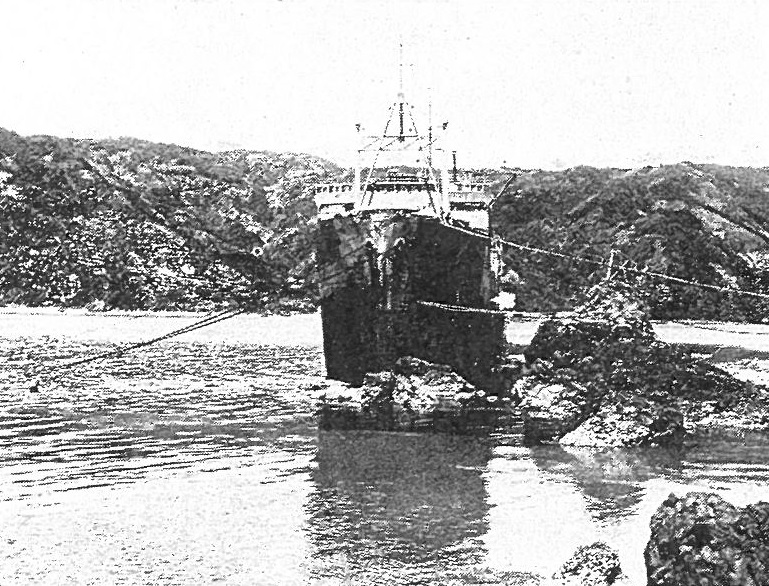
名瀬港で座礁した極洋丸（1943年9月）

22時40分、極洋丸は座礁の可能性ありと発信し、23時48分に山羊島沖300mの水深2mの海域に座礁した。翌9月20日8時20分時点で機関室が浸水し、発電機が使用不可能となった。12時25分には機械室やタンクも浸水した。人員と物資に被害は無かったが、船体が海底から押し上げられ船底は全長にわたって大破、機関室なども大破して浸水が甚だしく、自力浮揚の見込みは無かった。離礁作業は日本海難救助（現・日本サルヴェージ）の見立てでは「相当困難ニシテ且ツ長期間ヲ予想」しているが、「船齢若キ優秀船ニシテ損傷ハ比較的軽微ニ付此ノ際救助ヲ強行」する予定であった。人員と物資を第197船団加入船であった海軍配当船武豊丸（日本郵船、6,964トン/馬公経由ミリ行き）に積み替えた後、9月28日に極洋丸は船体放棄となった。その後救難船山陽丸（日本海難救助、976トン）による救難作業が行われたが、1944年（昭和19年）7月15日に救難作業打ち切りとなり、12月15日付で除籍・解傭された。

### 補償・船体のその後
11月24日、大本営政府連絡会議で徴用の補填が決定された。極洋丸にはあるぜんちな丸（大阪商船、1万2,755t）や新田丸（日本郵船、1万7,150t）に匹敵する1,700万円もの海上保険がかけられており、極洋丸の遭難が普通の海難と判定されれば、帝国海上保険（後に安田火災海上保険、現・損害保険ジャパン）が契約に基づいて巨額の保険金を支払わなければならなかった。しかも、遭難の内容を安田火災海上保険や損害保険統制会が知ったのは、遭難から約1年を経た1944年（昭和19年）9月末のことだった。損害保険統制会は極洋丸の遭難報告書に基づいて事実関係を精査し、海軍の判断ミスが遭難を招いたと結論付けた。また、極洋丸が海軍の特設運送船であることから、海軍との徴傭契約に基づく軍賠償となった。1944年12月28日、遭難は海軍の過失に基づくものと認定され、海軍が保険金1,700万円のうち、損害相当額の1,377万877円を所有者の極洋捕鯨に支払い、残りを安田火災海上保険が支払うことで決着した。
極洋丸と同じく放棄された丹後丸の船体は、その後もしばしば攻撃対象となった。1945年（昭和20年）1月19日には、アメリカ海軍の潜水艦パーチーが放棄された極洋丸と丹後丸の船体に向けて魚雷を発射して命中させている。沖縄戦が迫るころにはアメリカ第58任務部隊（マーク・ミッチャー中将）の艦載機による攻撃を受け、4月23日には敵艦船と誤認した特攻機が突入した。極洋丸と丹後丸、1945年2月に入港し2隻と共に空襲で撃沈されたルソン丸によって名瀬市の市街地は戦災を免れたため、「名瀬市の守り神」と呼ばれたとされている。

## 極洋丸 (2代)

### 建造
戦後、極洋丸を失いキャッチャーボートの大半を失った極洋捕鯨は、会社経理応急措置法や過度経済力集中排除法の適用を受けたが、すぐに解除されたので残存する2隻と日本水産から購入した船齢50年以上の第一日水丸、諏訪丸の4隻で沿岸捕鯨を行い、以西底曳網漁業で復興を図りながら、母船式捕鯨の再開を望んだ。1947年（昭和22年）、極洋捕鯨は新たな捕鯨船として第一から第三・第五・第六の5隻の鋼製キャッチャーボートを川崎造船所と播磨造船所に発注し、名瀬港で放置されていた極洋丸の引き揚げを連合国軍最高司令官総司令部（GHQ）に要望した。1947年3月2日には、日本水産との共同経営で第十三号輸送艦による小笠原諸島海域での捕鯨を行い、母船式捕鯨を再開した。競合2社に出遅れた捕鯨母船の確保は、3月24日、山下汽船（現・商船三井）から旧戦時標準船（3TL型タンカー）の第五山水丸を購入し、三菱重工業長崎造船所で捕鯨母船への改装工事が始まった。さらに、戦時中に竣工し宮城県雄勝で自沈した第十五京丸を、1948年（昭和23年）に浮揚し再運航した。
しかしGHQは極洋丸の引き揚げを認めず、6月12日には第五山水丸についても既に出航していた2船団（日本水産の橋立丸と大洋漁業の第一日新丸）以上の捕鯨母船の建造を認めないので、3社で2船団を出漁するよう指示された。1946年（昭和21年）に設立された国際捕鯨委員会も、船団の増加は捕鯨オリンピックによる制限下で船団あたりの捕獲量の減少につながるため、加盟各国で船団の数を抑制するよう申し出がされた。折しも日本水産と大洋漁業から共同出漁の提案があったため、第五山水丸はタンカーに改装され、11月10日に竣工した。同年から1948年（昭和23年）の漁期には、第五山水丸とキャッチャーボート2隻が日本水産と大洋漁業の南氷洋捕鯨船団に加わり、母船式捕鯨の準備を始めた。1948年5月には、捕鯨母船に随伴するタンカーとして大阪商船から大椎丸（3TL型タンカー）を購入し、第五山水丸と共に船舶運営会の元、ペルシャ湾への重油積み取りに従事させた。1949年（昭和24年）6月、小笠原捕鯨から2社が撤退することになったため、10月20日、極洋捕鯨は木津川河口で係留されていたばいかる丸（元・東亜海運、5,243トン）を購入し、上構や主機を換装する大改装を実施。1950年（昭和25年）3月9日に完工し、3月12日に小笠原諸島近海でのマッコウクジラ捕鯨（第4次小笠原捕鯨）で操業を開始した。
1952年（昭和27年）、サンフランシスコ講和条約締結によりベーリング海や太平洋北部での北洋捕鯨が可能になった。極洋捕鯨は、ばいかる丸で戦後初の北洋捕鯨を行うこととなり、大洋漁業と日本水産に共同出漁を要請した。2社はソビエト連邦近海での操業や鯨油価格の低迷で難色を示したが、外交官出身で創業者の山地と同じ高知県生まれの法華津考太副社長（後に極洋社長）が中心となり、4隻のキャッチャーボートのうち各1隻を2社が提供した。7月10日に横浜港を出航した10年ぶりの北洋捕鯨（戦後第1次北洋捕鯨）は、国内交渉の難航で2ヶ月のみで、捕獲頭数もBWU178.6頭だったが、極洋捕鯨に7億円の収益をもたらした。ばいかる丸の船団は、1953年（昭和28年）の第2次北洋捕鯨でBWU358.1頭、1954年（昭和29年）の第3次北洋捕鯨でBWU528.6頭を捕獲した。北洋捕鯨が好調であるため、水産庁は沿岸捕鯨の休漁中の代替として北洋捕鯨の継続を許可し、第3次北洋捕鯨は大洋漁業の錦城丸や、大型沿岸捕鯨の業者である日東捕鯨と日本近海捕鯨のキャッチャーボートも出漁した。
鶴岡丸は3TL型戦時標準タンカーとして三菱重工業長崎造船所で建造された日本郵船のタンカーで、1944年（昭和19年）12月19日に起工。1945年（昭和20年）4月7日に進水し、7月31日に竣工。竣工後、引き渡しのため長崎港に停泊していたところに長崎への原爆投下に遭遇し小破し、人的被害を出した。戦後はGHQの日本商船管理局（SCAJAP）によりSCAJAP-X117の管理番号を与えられたが、後にT080、さらにT101に変更されている。うち、T101については他船と重複していた。その後1948年（昭和23年）8月18日に協立汽船に売却され、翌1949年（昭和24年）5月1日に三菱重工業長崎造船所で貨物船への改造工事およびBV船級取得改造工事が施工されている。
極洋捕鯨は捕獲頭数の増大から、ばいかる丸より大形の捕鯨母船を調達することとなり、1955年（昭和30年）2月1日から鶴岡丸を飯野重工（現・ジャパン マリンユナイテッド）舞鶴工場で改装を始めた。3月3日に正式に購入し、極洋丸に改名した。当時飯野重工舞鶴工場は不況でストライキ寸前だったため、工員は活気づき、出漁に合わせるため極洋捕鯨は塩釜工場から貨車で鯨肉の缶詰を送らせて工員たちを激励した。改装工事は5月5日に完工した。

### 運航
完工から2週間後の5月20日、極洋丸と第五京丸、第十一文丸（大洋漁業から貸船）、さらに日本水産の5隻、大洋漁業の3隻からなる船団は横浜港から第4次北洋捕鯨に出航した。極洋丸の船団はヒゲクジラ専門の船団とされたが、前年に大洋漁業の錦城丸が操業した海域で操業し、最終的にヒゲクジラBWU800.3頭、マッコウクジラ585頭を捕獲、10月4日に横浜港に帰港した。船団長と船長はミス横浜から花束を贈呈されるなど熱烈な歓迎を受けた。
1956年（昭和31年）の第5次北洋捕鯨は、BWU800頭の捕獲枠が設定され、5月8日、第六・十京丸を含む9隻のキャッチャーボートと漁場調査船1隻、タンカー、ばいかる丸を改装した極星丸を含む冷凍工船、冷蔵運搬船と共に出漁した。極洋丸の船団はアッツ島からアリューシャン列島を北上し、ウニマク島とアムチトカ水道の間で反転するまでマッコウクジラを捕鯨し好成績を挙げ、その後10年間にわたりマッコウクジラ捕鯨は同海域で行われた。極洋丸の船団はヒゲクジラBWU800.3頭とマッコウクジラ608頭を捕獲、9月21日に帰港した。
1957年（昭和32年）の第6次北洋捕鯨からは、操業企業とキャッチャーボートの割り当てが明文化され、水産庁により以下の取り決めが定められた。
- 極洋丸のヒゲクジラ船団は極洋捕鯨・日本水産・大洋漁業の3社の事業としたうえで、日東捕鯨と日本近海捕鯨が操業に加わる。
- キャッチャーボートは日本水産・大洋漁業が各3隻（大洋漁業の1隻は漁場調査船）、極洋捕鯨が2隻、日東捕鯨・日本近海捕鯨が各1隻の合計10隻とする。
- 北洋捕鯨操業中、日本水産は3隻、極洋捕鯨・大洋漁業は各2隻、日東捕鯨・日本近海捕鯨は2社のうち1隻の合計8隻の大型捕鯨許可船を沿岸捕鯨で休漁させる。
- 捕獲枠はBWU800頭、このうちシロナガスクジラは70頭に制限する。
- マッコウクジラの捕鯨船団（大洋漁業の錦城丸船団）が捕獲枠1,300頭[注釈 6]を捕獲し漁場切り上げた後に限り、マッコウクジラ200頭の捕獲を認める。

第6次北洋捕鯨は、2隻のタンカーと3隻の冷凍工船、19隻の冷蔵運搬船、2隻の漁場調査船、9隻のキャッチャーボートを率いて5月13日に出航した。極洋丸の船団はヒゲクジラBWU800.16頭とマッコウクジラ200頭を捕獲、9月14日に帰港した。
1958年（昭和33年）の第7次北洋捕鯨では、1隻のタンカーと冷凍工船、冷蔵運搬船、1隻の漁場調査船、9隻のキャッチャーボートを率いて5月17日に出航した。極洋丸の船団はヒゲクジラBWU800.1頭とマッコウクジラ200頭を捕獲し、9月2日に帰港した。
1959年（昭和34年）の第8次北洋捕鯨では、1隻のタンカーと冷凍工船、冷蔵運搬船、1隻の漁場調査船、9隻のキャッチャーボートを率いて5月21日に出航した。極洋丸の船団はヒゲクジラBWU800.3頭とマッコウクジラ200頭を捕獲し、8月22日に帰港した。
1960年（昭和35年）の第9次北洋捕鯨では、1隻のタンカーと冷凍工船、冷蔵運搬船、1隻の漁場調査船、9隻のキャッチャーボートを率いて5月21日に出航した。極洋丸の船団はヒゲクジラBWU800.3頭とマッコウクジラ200頭を捕獲し、8月27日に帰港した。
1961年（昭和36年）の第10次北洋捕鯨では、1隻のタンカーと2隻の冷凍工船、19隻の冷蔵運搬船、1隻の漁場調査船、9隻のキャッチャーボートを率いて5月29日に横浜港を出航した。操業中の8月10日、水産庁から鯨類研究所を経て、セミクジラの捕獲調査が要請された。極洋丸船団はセミクジラの捕獲や解剖の経験が無く、経験者は戦前の極洋丸にも搭乗していた作業員長のみという状況だったが、船団で綿密な打ち合わせが行われ、捕獲方法や記録器材が準備された。8月22日9時35分、コディアック島南方の北緯55度54分 東経153度8分 / 北緯55.900度 東経153.133度で1頭目を捕獲し、その日のうちに3頭を捕獲。巨大なセミクジラは、かろうじてスリップウェイを通るほどだった。捕獲された1頭目のセミクジラは、解剖後に骨格は東京水産大学に、長さ2.2mの陰茎はくじらの博物館に、2.9mの鯨ひげは日本鯨類研究所の会議室にそれぞれ展示されている。極洋丸の船団はヒゲクジラBWU800.26頭とマッコウクジラ200頭を捕獲し、9月11日に帰港した。

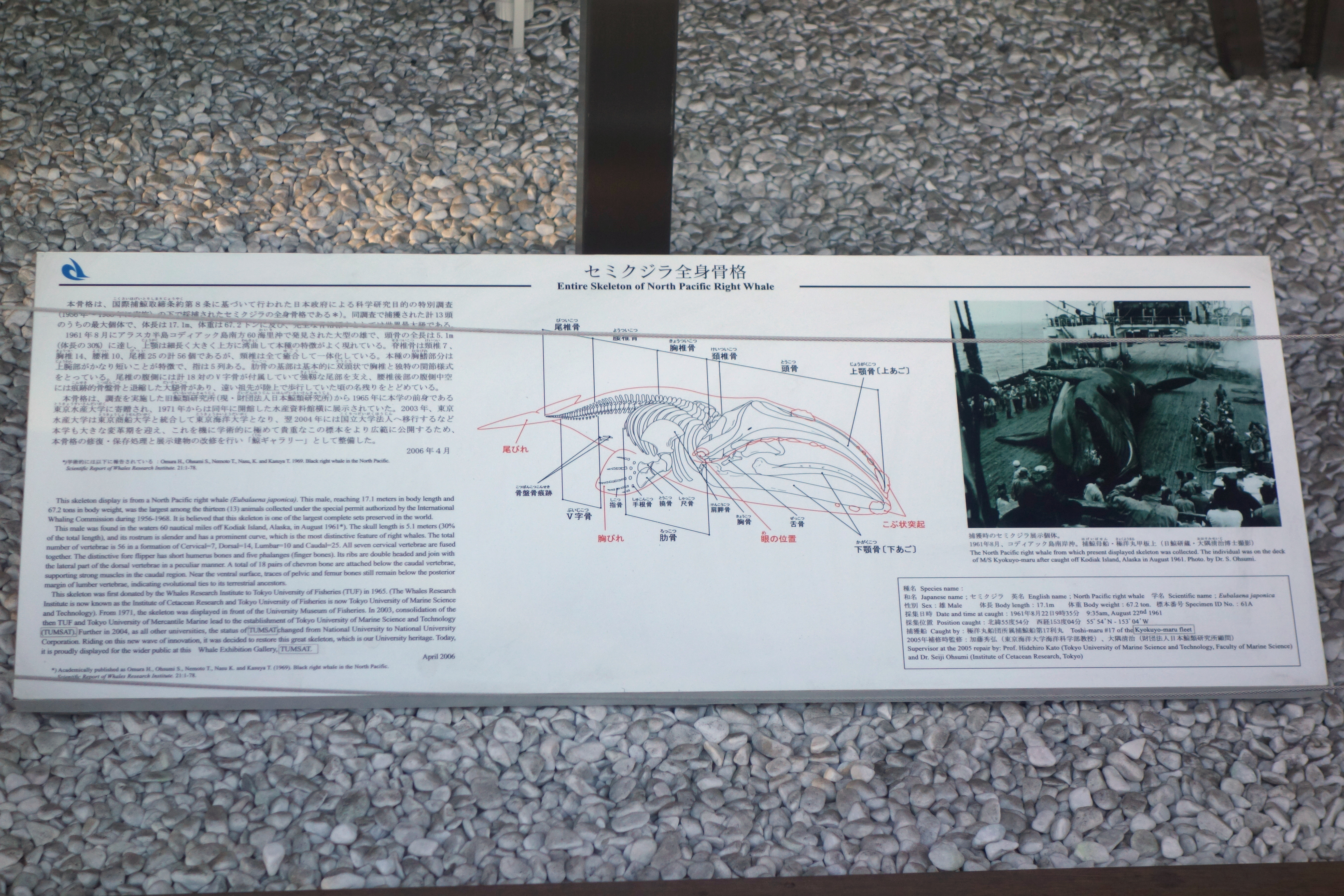
東京水産大学のセミクジラ骨格標本の説明板。右側の写真は極洋丸船上のセミクジラ
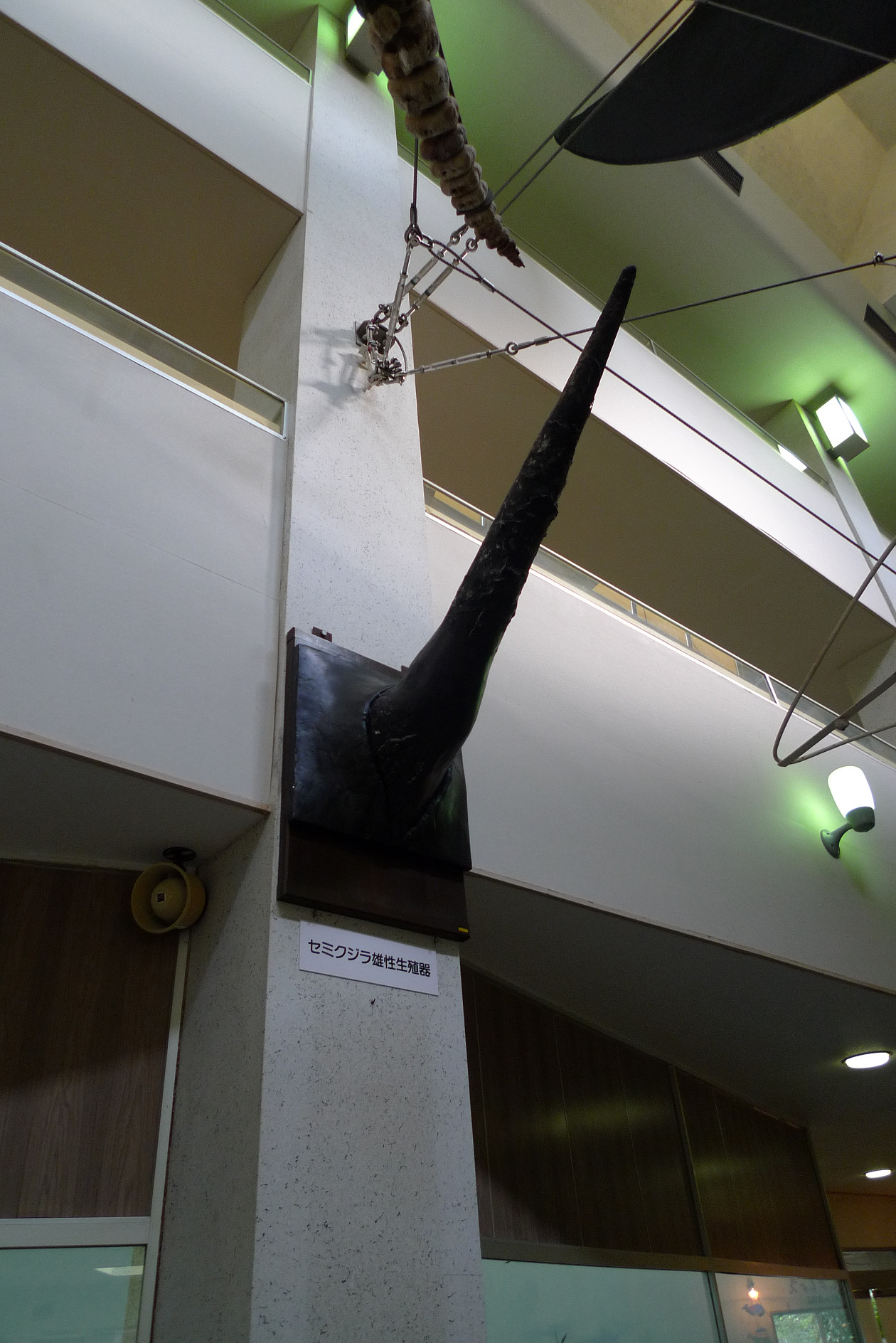
くじらの博物館で展示されるセミクジラの陰茎（2010年）

1962年（昭和37年）の第11次北洋捕鯨から、共同事業本部を設営していた北洋捕鯨事業は3社が系列3社と共同で出漁し、3船団にに分かれて出漁することになった。このためヒゲクジラ800頭とマッコウクジラ1,800頭の捕獲枠は3分割され、極洋丸船団はヒゲクジラBWU267頭とマッコウクジラ700頭の捕獲枠が割り当てられた。極洋丸の船団は、タンカー1隻と冷凍工船2隻、漁場調査船1隻、キャッチャーボート7隻を率いて5月20日に出航した。各社の捕鯨船団は漁期の前期と後期にマッコウクジラ、中期にヒゲクジラを捕獲したが、マッコウクジラ鯨油の市況が良いため、極洋丸の船団はヒゲクジラの捕獲枠40頭を減らしマッコウクジラの捕獲枠150頭の増加が認められたほか、前年に比べて減少した捕獲枠を生産高の向上でカバーした。2社の船団がアラスカ湾西方とアラスカ半島、コディアック島沿いでマッコウクジラの新漁場を開拓する中、極洋丸の船団はアリューシャン列島沿いとベーリング海中央海域でマッコウクジラを捕獲し、最終的にヒゲクジラBWU227.5頭とマッコウクジラ850頭を捕獲、8月20日に帰港した。
1963年（昭和38年）の第12次北洋捕鯨の捕獲枠は、ヒゲクジラBWU267頭に対しマッコウクジラは900頭に増加したほか、極洋捕鯨が計画したアラスカ半島沖のカニ漁が出漁直前にアメリカの規制で中止された代償に、ヒゲクジラの捕獲枠がBWU60頭増加した。極洋丸は5月21日にタンカーと冷凍工船、冷蔵運搬船各1隻、キャッチャーボート7隻を率いて出航し、ソ連の4船団と競合する中、他の2社と同様にアリューシャン列島でマッコウクジラを捕獲後、アラスカ湾でヒゲクジラを捕獲、復路で再びアリューシャン列島でマッコウクジラを捕獲した。極洋丸の船団は、ヒゲクジラBWU287.0頭とマッコウクジラ900頭を捕獲。9月16日に帰港した。
1964年（昭和38年）の第13次北洋捕鯨の捕獲枠は、ヒゲクジラBWU267頭、マッコウクジラ820頭が割り当てられた。極洋丸は5月21日にタンカー1隻と冷凍工船2隻、冷蔵運搬船1隻、キャッチャーボート7隻を率いて出航し、ヒゲクジラBWU267.0頭とマッコウクジラ820頭を捕獲。8月15日に帰港した。
1965年（昭和40年）の第14次北洋捕鯨は、混獲よりも専業の方が効率が良いことと、大洋漁業が国際捕鯨条約の規制強化で北洋捕鯨に捕鯨母船が供給できなくなったことから、大洋漁業との共同出漁となり、極洋丸は再びヒゲクジラ専業の船団となった。さらに、極洋捕鯨は採算の悪い沿岸捕鯨とサウスジョージア島捕鯨から撤退する代わりに、ヒゲクジラBWU200頭の増加を申請し許可された。BWU734頭の捕獲枠が割り当てられた極洋丸船団は、1隻のタンカーと2隻の冷凍工船、6隻の冷蔵運搬船、11隻のキャッチャーボート率いて5月24日に出航し、ヒゲクジラBWU734.0頭を捕獲。9月23日に帰航した。
同年の第20次南氷洋捕鯨は、日本の捕獲枠が3,200頭から2,340頭に激減したため、極洋捕鯨の捕獲枠も673.2頭となった。前年の第19次南氷洋捕鯨で第二極洋丸が世界最高成績を収め、歩留の改善が進んだため、極洋捕鯨は第20次南氷洋捕鯨からそれまでの第二・第三極洋丸による2船団操業を改め、第三極洋丸のみの操業となった。1966年（昭和41年）の第15次北洋捕鯨から第二極洋丸が投入されたため、極洋丸やキャッチャーボート15隻、タンカー2隻、冷凍工船1隻が不稼働船として保管されるようになった。極洋捕鯨は1965年から不稼働船の売却を始め、極洋丸は1967年（昭和42年）12月8日に売却され、翌1968年（昭和43年）に三原にて解体された。